# Invincible (Comic)
Invincible ist eine Comic-Serie, die 2002 von Robert Kirkman geschrieben und von Cory Walker gezeichnet wurde. Der Comic erschien im Image Comic Verlag.

## Handlung
Mark Grayson ist ein normaler Teenager, bis auf die Tatsache, dass sein Vater ein echter Superheld ist. Als er in die Pubertät kommt, stellt er fest, dass er auch besondere Fähigkeiten hat. Diese setzt er auch ein, um anderen zu helfen. Als ein Lehrer ihm aufgrund einer Handlung sagt, dass er nicht „unbesiegbar“ wäre, inspiriert dies Mark zu seinem Superheldennamen „Invincible“.
Die Handlung des Comics gliedert sich in Teile. Im ersten Teil versucht Mark, seine Superkräfte mehr und mehr zu kontrollieren, ohne dabei sein Privatleben zu gefährden. Im zweiten Teil müssen er und seine Freunde sich den Viltrumiten stellen. Im dritten Teil verliert Mark vorübergehend seine Kräfte, sodass ein afroamerikanischer Superheld namens Zandale kurzzeitig seine Identität übernimmt. Im vierten Teil versuchen Mark und Eve ihre Tochter Terra aufzuziehen und sich dabei erneut den Viltrumiten zu stellen. Im fünften Teil werden sie Teil der Viltrumiten, die sich nun friedlich verhalten.

## Hauptfiguren
- Invincible alias Mark Grayson: Mark ist als Nolans und Debbies Sohn halb Mensch und halb Viltrumaner. Als er seine Kräfte entdeckte, gab er sich den Namen „Invincible“. Mark kann fliegen und ist sehr stark. Am Ende der Serie wird er der Herrscher über das Viltrum-Volk.

- Omni-Man alias Nolan Grayson: Ursprünglich stammt er von einem Planeten namens Viltrum, dessen Bewohner sehr kriegerisch sind. Auf der Erde lernte er aber Debbie kennen und lieben und begann, seine Kräfte für das Gute einzusetzen. Er wird im Laufe des Comics aber oft mit seiner Vergangenheit konfrontiert.

- Debbie Grayson: Sie ist Marks Mutter. Obwohl sie ein normaler Mensch ist und über keine speziellen Kräfte verfügt, ist sie mutig und versucht, mit allem zurechtzukommen.

- Atom-Eve alias Samantha Eve Wilkins: Sie war ursprünglich eine Klassenkameradin Marks und ein Mitglied des Teen Teams. Schließlich verliebten sich die beiden ineinander und heirateten, worauf sie eine Tochter namens Terra gebärt. Atom Eve kann fliegen, so gut wie alles per Gedankenkraft erschaffen und sogar verletzte Personen heilen.

- Anissa: Anissa ist eine Viltrumkriegerin und sollte anfangs Marks Entwicklung auf der Erde beobachten. Um Nachwuchs zu zeugen, vergewaltigte sie ihn dann. Als sie anfing, auf der Erde zu leben, verliebte sie sich in einen afroamerikanischen Erdenmann namens Scott, den sie heiratete und zwei Kinder namens Marky und Molly zeugte. Es stellte sich gegen Ende der Serie heraus, dass Marky jedoch Marks Sohn ist.

- Terra: Sie ist die Tochter von Mark und Eve und erhielt ihren Namen, weil ihre Eltern stolz auf ihren Heimatplaneten sind. Terra erhielt ihre Kräfte schon in sehr jungen Jahren und scheint gegen Ende des Comics sogar stärker zu sein als ihr Vater.

## Veröffentlichung
Auf Deutsch erschien der Comic erstmals 2011 im Nona Arte Comics Verlag. 2019 wurde die Serie vom Cross-Cult Verlag herausgebracht.